# Presbicia
La presbicia (del griego antiguo: πρέσβῠς présbus 'anciano'), también denominada vista cansada, es un defecto ocular asociado a la edad que aparece generalmente entre los 40-45 años y ocasiona dificultad para ver de cerca. Se debe a la reducción del poder de acomodación del cristalino que provoca disminución de la capacidad para enfocar objetos cercanos.

## Fisiopatología

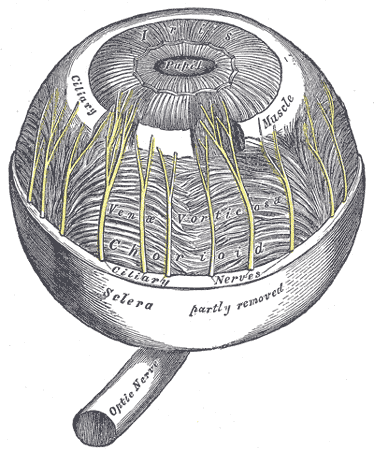
Esquema del ojo en el que puede observarse el músculo ciliar.

La luz procedente de un objeto lejano y otro cercano incide en el mismo punto de la retina gracias a cambio en la curvatura del cristalino (acomodación). Para que la imagen de un objeto observado muy de cerca se vea nítida, es necesario que el cristalino se curve de tal manera que pueda hacer converger los rayos luminosos y se enfoquen sobre la retina. Con el paso de los años, el cristalino pierde plasticidad, y por tanto, su poder para curvarse.

La presbicia es el resultado de la pérdida de la capacidad de acomodación del ojo, lo cual ocurre en toda la población a partir de los 40 años. La acomodación es la capacidad que nos permite ver con nitidez objetos cercanos a expensas de la función del músculo ciliar que cambia la forma del cristalino y aumenta el poder óptico del ojo. La función del músculo ciliar depende del grado de estimulación parasimpática de los receptores muscarínicos. El ojo humano infantil tiene la capacidad de pasar del enfoque de objetos lejanos a otros próximos, a una distancia muy corta de unos 5 cm, gracias a su gran poder de acomodación, de unas 20 dioptrías. 
Sin embargo hacia los 40 años, esta capacidad ha disminuido únicamente a entre 3 o 4 dioptrías, y continua disminuyendo hasta los 65 años, ello impide leer textos situados a distancias cortas, los cuales se ven desenfocados y borrosos, el sujeto necesita alejarse el texto para poderlo ver con nitidez, pero al hacerlo no puede distinguir las letras, por lo que, de cualquier modo, precisa gafas para la lectura y la visión a distancias cortas.
Algunas personas de más de 50 años pueden leer sin ayuda de gafas, ello se debe generalmente a que presentan algún grado de miopía o astigmatismo miópico, o a que están desarrollando una catarata que altera la forma del cristalino, lo que paradójicamente les permite ver de cerca sin necesidad de gafas.

## Cuadro clínico
Los síntomas aparecen alrededor de los 45 años y progresan hasta los 60 aproximadamente. Consisten en una dificultad creciente para la visión nítida de objetos cercanos.
La lectura se va haciendo cada vez más difícil y de manera instintiva se alargan los brazos para alejar los textos (efecto conocido como «síndrome de los brazos largos») a una distancia superior a 33 cm para poderlos leer con nitidez. A esa distancia muchos caracteres están demasiado lejos para ser identificados con facilidad.
Los síntomas se acentúan en condiciones de baja luminosidad y al final del día.

## Tratamiento
- Gafas. Se emplean lentes convexas con una graduación adecuada que oscila habitualmente entre 1 y 3 dioptrías. Mediante su uso se debería poder leer con claridad a una distancia de 33 centímetros. Antes de adquirir las gafas es recomendable una visita al oftalmólogo u optometrista para que realice una valoración de la capacidad visual. Cuando existe un defecto visual previo a la aparición de la presbicia que dificulta la visión de lejos, por ejemplo una miopía, será necesario utilizar dos gafas distintas, una para la visión próxima y otra para la visión lejana, o bien lentes especiales bifocales o multifocales progresivas.

- Lentes de contacto bi o multifocales. Estas lentillas permiten la visión próxima y lejana con la misma lente.[6]
- Monovisión. Consiste en corregir un ojo para la visión lejana y otro para la visión cercana. Este procedimiento precisa de un periodo de adaptación y en ocasiones puede interferir con la percepción de profundidad.

- Cirugía. Existen varias posibilidades.[7]
  - Lente intraocular. Consiste en una intervención en la que se extrae el cristalino y se sustituye por una lente intraocular multifocal. Este procedimiento se emplea con frecuencia en pacientes que se operan de catarata y no desean utilizar gafas después de la operación para la visión próxima. Como en toda cirugía, pueden existir complicaciones que en este caso son muy similares a las de la intervención de catarata, en ocasiones después de la intervención se perciben destellos luminosos y puede haber dificultades con la visión nocturna.[8]
  - Cirugía sobre la córnea. Puede realizarse una intervención con técnica láser diferente para cada ojo, de tal forma que uno de ellos quede adaptado para ver de cerca y otro para la visión lejana (monovisión). También es posible tratar la córnea con láser de tal forma que simule una lente bifocal o multifocal, pero está técnica tiene sus limitaciones y es complicado obtener una corrección adecuada y estable en el tiempo similar a la que se consigue con las lentes intraoculares multifocales.[6] 
Otra técnica es la de incrustación corneal (también llamada implante intracorneal, en inglés corneal inlay), en la cual un dispositivo se implanta quirúrgicamente en la córnea del ojo como tratamiento para la presbicia. La instalación exitosa da como resultado la reducción de la dependencia de las gafas para leer.

- IsoVision: desarrollado en 2008 por el Dr. Frederic HEHN, la cirugía láser puede corregir todos los defectos de refracción (miopía, hipermetropía, astigmatismo) asociados a la presbicia. El tratamiento consiste en dos fases: una para la visión a distancia y otro para la visión de cerca. Esto permite un tratamiento eficaz y duradero en el tiempo.[9]
- Tratamiento farmacológico para la presbicia: Consiste en la estimulación de los receptores muscarínicos mediante la instilación de un colirio oftalmológico para la rehabilitación de la función del músculo ciliar. La estimulación farmacológica de la función ciliar logra mejorar la acomodación permitiendo que los pacientes vuelvan a enfocar en todas las distancias naturalmente como antes de comenzar con la presbicia.